# Форні-Авольтрі
Форні-Авольтрі (італ. Forni Avoltri) — муніципалітет в Італії, у регіоні Фріулі-Венеція-Джулія,  провінція Удіне.
Форні-Авольтрі розташоване на відстані близько 530 км на північ від Рима, 135 км на північний захід від Трієста, 70 км на північний захід від Удіне.
Населення — 602 особи (2014).

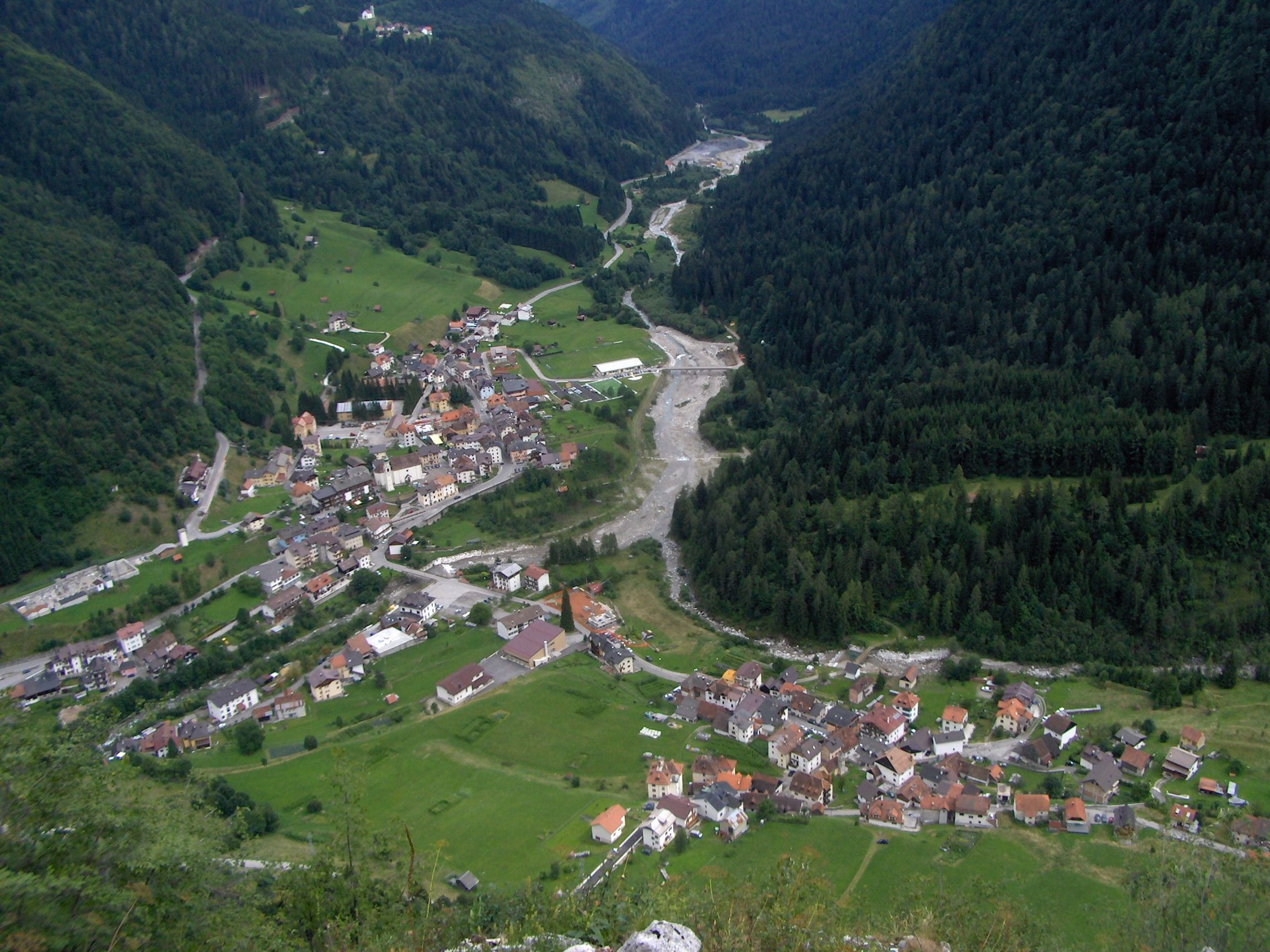

Щорічний фестиваль відбувається 10 серпня. Покровитель — святий мученик Лаврентій.

## Демографія
Населення за роками:

Станом на 1 січня 2023 року в муніципалітеті офіційно проживало 15 іноземців з 7 країн, серед них 10 громадян країн Євросоюзу та 2 громадяни України.

## Сусідні муніципалітети
- Лезакталь
- Палуцца
- Прато-Карніко
- Риголато
- Санто-Стефано-ді-Кадоре
- Саппада